# Галери (Бакау)
Галери (рум. Galeri) насеље је у Румунији у округу Бакау у општини Хорђешти. Oпштина се налази на надморској висини од 187 m.

## Становништво
Према подацима из 2002. године у насељу је живело 250 становника, од којих су сви румунске националности.